# قتل دیپلمات‌های ایرانی در مزارشریف
قتل دیپلمات‌های ایرانی در کنسولگری ایران در مزار شریف روز ۱۷ مرداد ۱۳۷۷ (۰۸ اوت ۱۹۹۸) به دنبال اشغال شهر توسط نیروهای طالبان رخ داد. در ابتدا مرگ هشت دیپلمات گزارش شد. مدتی بعد مرگ دو دیپلمات از جمله سرکنسولگر جمهوری اسلامی ایران در مزارشریف امین ثمره مرادی ، منشی وی و یک خبرنگار دیگر نیز تأیید شد. ایران گروه طالبان را مسئول کشتار این دیپلمات‌ها اعلام کرد، ولی این گروه در آن زمان مدعی شد که این کشتار توسط «نیروهای خودسر» انجام شده است. همچنین گفته‌شده که این قتل‌ها توسط نیروهای سپاه صحابه، انجام شد یک گروه سنی پاکستانی احتمالاً مرتبط با سرویس اطلاعات و امنیت پاکستان، همچنین این اتفاق با ارتباط مستقیم رادیویی محمد عمر و طالبان صورت گرفته بود. این کشتار همراه با بی‌احترامی به جسد کشته شدگان بود و پس از کشتار اجساد در نزدیکی ساختمان به خاک سپرده شده بودند. مسئولان وقت وزارت خارجه در پی تصویب حمله نظامی ایران به افغانستان در واکنش به این واقعه بودند. گفته شده است که با مخالفت سید علی خامنه‌ای در لحظات آخر، این مصوبه رد شد و ایران وارد جنگ با طالبان نشد. رویداد قتل دیپلمات‌های ایرانی در نخستین روز سقوط مزارشریف توسط طالبان رخ داد که همزمان و جزئی از رویداد کشتار هزاران نفر از شیعیان و غیرنظامیانِ این شهر توسط طالبان بود.

## زمینه
قبل از این واقعه، ایران از نیروهای دولت افغانستان به رهبری برهان‌الدین ربانی و به فرماندهی احمدشاه مسعود در افغانستان حمایت می‌کرد و مزارشریف تبدیل به مرکز نیروهای دولت رسمی افغانستان شده بود. در مقابل، در آن زمان، سه کشور عربستان، پاکستان و امارات متحده عربی، طالبان را به عنوان دولت به رسمیت می‌شناختند. طالبان در این سال‌ها توانست نقاط مهمی از افغانستان را به تصرف خودش در بیاورد. پس از اشغال شهر مزارشریف توسط طالبان، هزاران شیعه مذهب کشته شدند.

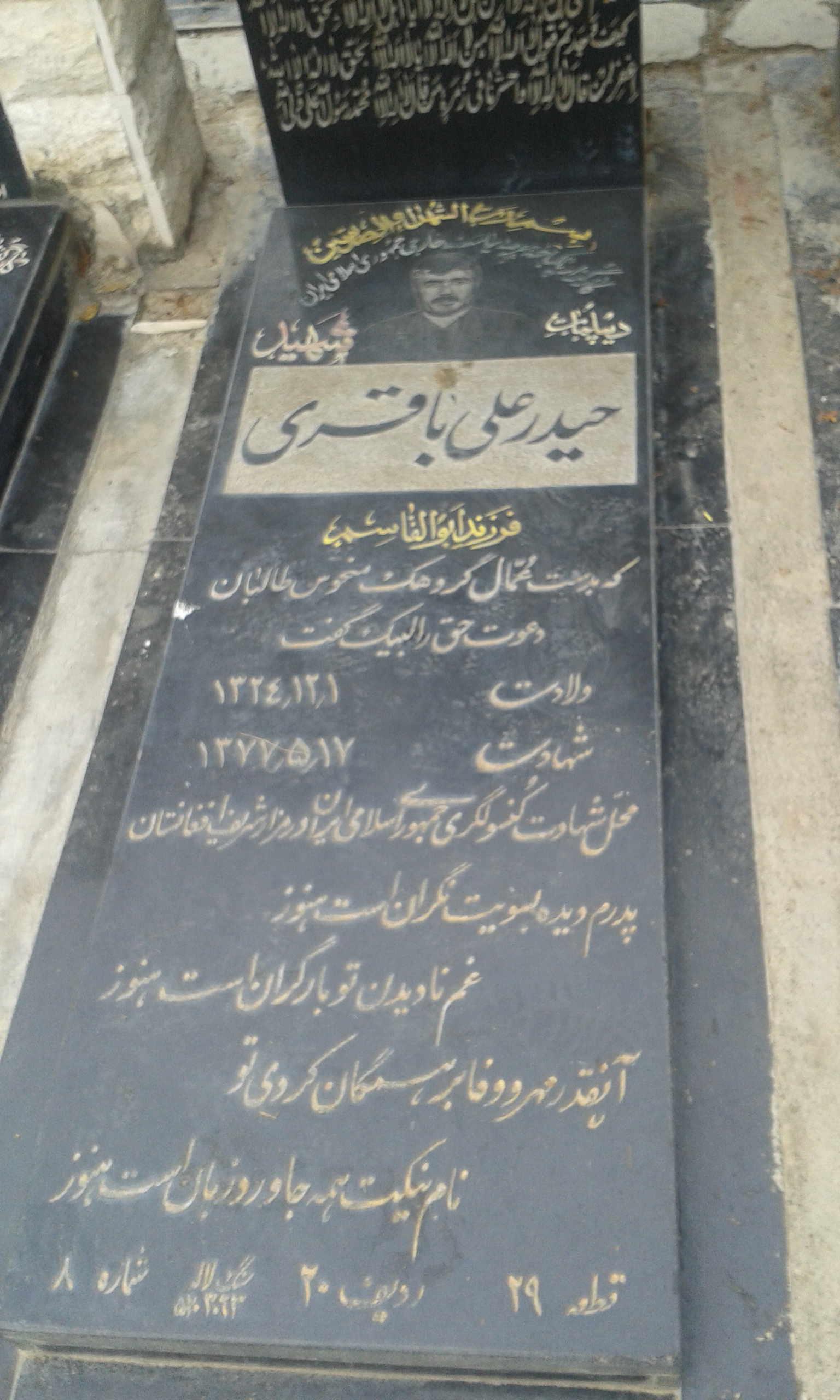
قبر حیدرعلی باقری دیپلمات ایرانی کشته شده در واقعه تروریستی مزارشریف در قطعه ۲۹ بهشت زهرای تهران

## رویداد
در پی اشغال شهر توسط طالبان، به مقر کنسولگری ایران در مزار شریف حمله شد و دیپلمات‌ها ناپدید شدند. بعداً گزارش شد که دیپلمات‌ها کشته شده‌اند. هرچند طالبان اعلام کرد که این کشتار توسط نیروهای خودسر انجام شده است. همچنین گزارش شده است که عده‌ای از کارمندان کنسولگری به گروگان گرفته شدند که بعداً آزاد شدند. محمد حسین جعفریان و امیر فرشاد ابراهیمی از جمله کارمندان رایزنی خانه فرهنگ ایران در مزار شریف بودند که در لحظه حمله به مقر کنسولگری در بیرون از ساختمان کنسولگری بودند که پس از حمله، مخفیانه به ایران بازگشتند.
بنابر مرکز اسناد انقلاب اسلامی، الله‌مدد شاهسوند عضو سرکنسولگری جمهوری اسلامی ایران در مزار شریف، تنها شاهد حادثه است که از این واقعه نجات یافت. او می‌گوید که بعد از ورود طالبان به شهر، گروهی از آنان به کنسولگری آمدند «شهید فلاح برای صحبت با آنها رفت و در را باز کرد. افرادی با چهره‌هایی مانند طالبان و مسلح وارد شدند، سراغ اسلحه‌ها و نیروهای دیگر را می‌گرفتند، بیشتر شهید ریگی به سوال‌هایشان پاسخ می‌داد، پس از بازرسی سفارت سویچ‌های ماشین‌ها را خواستند و ماشین‌ها را خارج کردند.» او گفته است «با ناصری کنار هم ایستاده بودیم، با وجود رفتار آن‌ها، دوستان رفتاری مسالمت‌آمیز داشتند. طوری که حتی به آن‌ها میوه و چای تعارف کردند. افراد طالبان همه ما را تفتیش کردند، پول و وسایل ارزشمندمان را گرفتند، با این حال معتقدم که این افراد دزد نبودند و در چارچوب عمل می‌کردند، مثل این که از بیرون هدایت می‌شدند و به دنبال چیز خاصی بودند.» به گفته او وقتی «همه افراد همراه‌شان وارد اتاق شدند و به ما گفتند که کنار دیوار بایستیم، اسلحه‌ها را بالا آوردند و با تک‌تیر شروع به تیراندازی به سمت ما کردند. شاید حدود ۵۰ یا ۶۰ گلوله روی بچه‌ها خالی کردند، بعد از قطع شدن صداها متوجه حرکتشان شدم یک لحظه چشمهایم را باز کردم و کفش یکی از آن‌ها را دیدم، لحظاتی بعد که صداها کاملاً قطع شد، یک لحظه از جایم بلند شدم و از آنجا خارج شدم.»

## اسامی کشته‌شدگان
- امین ثمره مرادی
- ناصر ریگی
- محمدناصر ناصری
- نورالله نوروزی
- رشید پاریاو فلاح
- مجید نوری نیارکی (پیکرش پیدا نشد)
- کریم حیدریان
- محمدعلی قیاسی
- حیدرعلی باقری
- محمود صارمی (خبرنگار)[۶][۷]

## تحلیل‌ها در مورد این واقعه
- در کتاب «عزیمت به تهران» نوشته «فلینت و هیلاری لورت»، دو کارشناس مسائل ایران در دولت وقت ایالات متحده آمده‌است:

... جمهوری اسلامی وارد جنگ نشد. آنگونه که محسن امین‌زاده، معاون وقت وزیر خارجه بعدها توضیح داد، نظر آیت‌الله سیدعلی خامنه‌ای، رهبر ایران این بود که «افغانستان مانند باتلاق است؛ هر کسی که واردش شده نتوانسته آبرومندانه خارج شود.» او معتقد بود که نشان دادن واکنش ضروری است اما باید هشیارانه تمامی شرایط واکنش مسلحانه را در نظر بگیریم. در پایان، سیاست‌گذاران ایرانی نتیجه گرفتند که مداخلهٔ مسلحانه «می‌تواند به معضلی طولانی و دایمی برای ایران بدل شود… بی‌فکری بود و نباید رخ می‌داد.»

همزمان، دریافتند که «حمله به کنسولگری ایران در مزار شریف، در سطح بین‌المللی می‌تواند فرصتی جدید و متفاوت برای ایران به ارمغان آورد.» … او و همکارانش فکر می‌کنند که حادثه مزار شریف توجه بیشتری جلب کرده و فرصتی برای آغاز همکاری با جامعه بین‌المللی جهت مواجهه با چنین حوادثی در افغانستان را برای ایران فراهم ساخته‌است. در واقع آنچه اتفاق افتاد این بود که جمهوری اسلامی از طریق دیپلماتیک و سازمان ملل تلاش کرد تا به راه‌اندازی چارچوب به اصطلاح ۲+۶ کمک کند که شش همسایه افغانستان (چین، ایران، پاکستان، تاجیکستان، ترکمنستان و ازبکستان) را همراه ایالات متحده و روسیه گردهم آورد تا سیاست‌هایی را برای پرداختن به معضلات امنیتی تدارک ببینند که ناآرامی داخلی این کشور ایجاد کرده‌است.
- بعد از واقعهٔ کشتار، انتظار می‌رفت ایران با به‌کارگیری نیروهای نظامی به افغانستان حمله کند. اما علی خامنه ای از این حمله سر باز زد. با دخالت سازمان ملل متحد گروگان‌های ایرانی آزاد شدند. در فوریه سال بعد (۱۹۹۹) مذاکره‌هایی بین ایران و طالبان صورت گرفت که کمکی به بهبود روابط نکرد..[۱۰][۱۱][۱۲][۱۳]

## تأثیر در فرهنگ
به احترام محمود صارمی، روزنامه‌نگار کشته شده در این واقعه، روز ۱۷ مرداد در تقویم ایرانی روز خبرنگار نام گرفته‌است.

## بازگشت پیکرها
بعد از گذشت بیش از یک ماه پیکر دیپلمات‌ها که در اطراف کنسولگری دفن شده بود، پیدا شد و به ایران انتقال داده شد.

## یادبود
در قطعه ۲۹ بهشت زهرا در تهران چندین سنگ قبر یادبود از افراد کشته شده در این واقعه تروریستی وجود دارد.